# Antikeimenon libri duo
L’Antikeimenon libri duo, seu Liber de diversis è un'opera in due libri con titolo greco, composta in una data ancora oggi incerta, ma che dovrebbe essere compresa tra il 680 e il 690, ossia durante il periodo episcopale di Giuliano. Lo scopo dell’opera è quello di commentare e cercare di conciliare quei passi della Bibbia che sembrano contraddittori ad una prima lettura. L'attribuzione dell'opera a Giuliano di Toledo è avvenuta a seguito del confronto con un'altra fonte storica, il Vita sancti Iulian.

## L'opera
L’Antikeimenon aveva quindi un obiettivo didascalico ed è frutto della vasta cultura biblica ed esegetica del suo autore, ma anche della sua abilità retorica per mezzo della quale riesce a scardinare le contraddizioni che il testo presenta. Si può quindi immaginare che i destinatari dell’opera dovessero essere i chierici studiosi della scuola cattedrale di Toledo e, più in generale, qualunque cristiano trovasse delle problematiche nella lettura della Bibbia.
I passi ritenuti contraddittori da Giuliano sono 221: di questi 138 dall’Antico Testamento e 83 dal Nuovo. I primi sono affrontati nel libro primo, gli altri nel secondo. Lo schema con cui Giuliano affronta queste contraddizioni è il medesimo: egli cita il passo in questione con le sue problematicità (interrogationes) e ne reca la soluzione (responsiones) come voleva una tradizione adottata almeno sin da Filone, come ricorda Eusebio di Cesarea, e che era stata adottata anche da papa Damaso e Girolamo nella forma di uno scambio epistolare. Queste ultime possono essere di due tipi: o sono prese dai testi dei Padri della Chiesa latini (su tutti Agostino, Girolamo, Origene, Ambrogio e Gregorio Magno) e greci (Origene, Eusebio di Cesarea, Eusebio di Emesa) o, laddove non si trovano in questi autori, sono risolte dallo stesso Giuliano.
L’Antikeimenon ebbe una buona diffusione sia nella Penisola Iberica sia in Europa e tuttavia la maggior parte dei codici manoscritti sono adespoti. Due testi fondamentali per l’attribuzione dell’opera a Giuliano sono una lettera di un certo Tusaredo a Ascarico in cui sono presenti due citazioni dall’Antikeimenon che Tusaredo attribuisce a Giuliano di Toledo; l’altro testo è l’Apologia contra Hostegitium dell’abate Sansone di Cordova che mette in atto la stessa operazione di Tusaredo. L’attribuzione a Giuliano vacillò nell’XI secolo quando Leone Marsicano e Pietro Diacono nella Chronica Monasterii Casinensis la attribuirono all’abate Bertario. Quest’ultimo in realtà aveva semplicemente chiesto di fare una copia dell’opera.
In tutti i manoscritti conosciuti l’Antikeimenon viene trasmesso senza il nome dell'autore. La sua attribuzione a Giuliano di Toledo fu proposta da A. Schott nel 1622 e fu unanimemente accettata dai critici per il titolo e il contenuto dell'opera. I manoscritti giunti fino ad oggi sono poco più di 20. Si tratta di un testo che facilmente si prestava a interventi e rielaborazioni di copisti, motivo per cui è estremamente difficile ricostruirne la forma originaria. L’edizione di riferimento è quella di Lorenzana. È doveroso annotare che era prevista un’edizione critica a cura del domenicano Padre Adolfo Robles Serra che avrebbe dovuto occupare il secondo volume del Corpus Christianorum Series Latina dedicato alle opere di Giuliano di Toledo. Tuttavia, questa edizione si è interrotta nel 1997 a causa dell’improvvisa morte del suo studioso e, ad oggi, nessuno ha continuato questa opera.